# Emil Weber Meek
Emil Weber Meek, född 20 augusti 1988 i Trondheim, är en norsk MMA-utövare som sedan 2016 tävlar i organisationen Ultimate Fighting Championship.